# Fusimorphus
Fusimorphus là một chi bọ cánh cứng trong họ 
Elateridae.
Chi này được miêu tả khoa học năm 1942 bởi Fleutiaux.

## Các loài
Chi này có các loài:
- Fusimorphus submetallicus (Fleutiaux, 1924)